# Волоки (Хойники)
Волоки (бел. Валокі) — историческая местность Хойник, расположенная в южной части города.

## Этимология
Топоним Волоки образовался от слова волока. Так в XVI—XIX вв. называлась единица измерения площади земельных участков равная 21,36 га. Село Хвойники, когда-то самое северное в Брагинской волости, было основано на окраине болота, докуда пуща не доходила, поэтому и осесть получилось легче. Но пахотной земли с течением времени стало не хватать. Появилась потребность в освоении соседнего более высокого, поросшего лесом острова, где в конце концов и были померенные волоки для хойникских пахарей. Потом возле них начали селиться люди, в результате чего возникла одноимённая деревня.

## История

### Корона Королевства Польского
Наиболее раннее упоминание о деревне Волоки встречено пока что в люстрации подоходного налога Овруцкого и Житомирского уездов Киевского воеводства 1683 года. Принадлежала к włości Choynickiej князя Константина Иоанна Шуйского. Из неё 32 дымов выплачивались 3 злотые, во второй побор из 3 дымов ещё 3 злотые. Следующая информация датирована 12-м днем февраля 1694 года, когда Себастиан Яроцкий с другой знатной челядью приехал на Сретенскую ярмарку в местечко Хойники для закупки провианта на содержание своей хоругви, которая отправилась была под Хвостов против казаков полковника Семена Палия, и остановился на ночь в доме вдовы Казачихи «na Wołokach». На 1698 год, согласно инвентарю добров Хойники, переданных в управление Пана Зигмунта Шукшты, в Волоках было 27 дворов, хозяева восьми из них, старше возрастом, умерли, ещё трое убежали.
Согласно ревизии 1716 года, здесь насчитывалось 28 хозяйств, одно из них освобождено от повинностей (słoboda). Согласно инвентарю 1721 года, когда обремененное долгами имение от посесаря Юзефата Паришевича, епископа волоского, перешло дедичному владельцу князю Николаю Шуйскому, хорунжичу берастейскому, в деревне Волоки было 28 дворов, один из которых принадлежал боярину «na wsłudze», из остальных же выбиралось 114 злотых оброков, дани медовой 62 бельца, а также другое дякло. Совместно жители отрабатывали барщину от Пасхи (Wielkiej Nocy) до св. Михайлы по три дня, от Михайлы до Пасхи по два дня, насилие отбывали, гребли мастили, с подводами ездили или деньгами откупались, «скот рогатого и нерогатого», птицу, как и зерно ярынного давали.
Согласно тарифу подоходного налога Киевского воеводства 1734 года, Вволоки в составе Хойникской волости принадлежали князю Игнатию Шуйскому, хорунжичу берестейскому. В тарифе 1754 года деревня не упомянута. Очевидно, её дворы и налоги с них были объединены люстраторами или поборцами с городскими.
Согласно переписи еврейского населения 1765 года, в Волоках жили 2 плательщика поголовщины, принадлежавшие к Хойникскому кагалу. Переписи 1778 и 1784 годов не засвидетельствовали ни одного.

### Российская империя

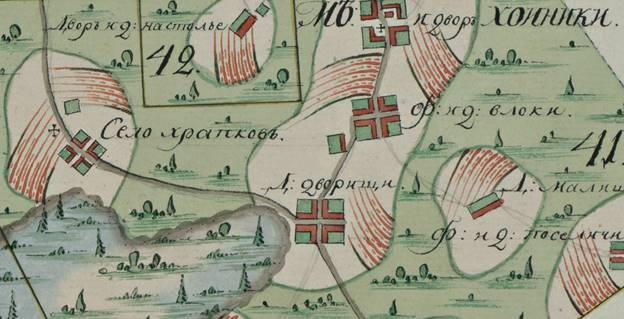
Фольварк и деревня Волоки на схематичном плане Речицкого повета 1800 г.

В результате второго раздела Речи Посполитой (1793 год) Волоки оказались в пределах Черниговского наместничества (губернии), с 1796 года в составе восстановленного Речицкого уезда Малороссийской, а с 29 августа 1797 года Минской губернии Российской империи. Согласно контракту, подписанному 4 апреля 1794 года, добры Волоки и Хойники дедичной владелицы пани Людвики из Шуйских Прозоровой, отданные в «арендную посессию» до 2 апреля 1796 года за сумму в 7 947 польских злотых и 29 денег ксендзу Юзефу, сыну Мартина, Корсаку, канонику инфлянцкому. Администратором был его племянник Юзеф, сын Станислава, Витковский. Деревня Волоки на то время имела 69 дворов с 219 душами мужского и 202 женского пола.
В «Камеральном описании… Речицкой округи», датированном 29 января 1796 года, фольварк и деревня Волоки названы среди поселений в составе Хойникских добров Людвика Прозора, которые ранее были перешли «в казну», но «по высочайшему повелению» возвращены Луизе Прозоровой.
Из шляхетской ревизии 1811 года следует, что фольварк Волоки держал в пассезии пан Третьяк, экономом был 26-летний Каспер Канаржевский, на услугах — 12-летний Онуфрий Крушевский.

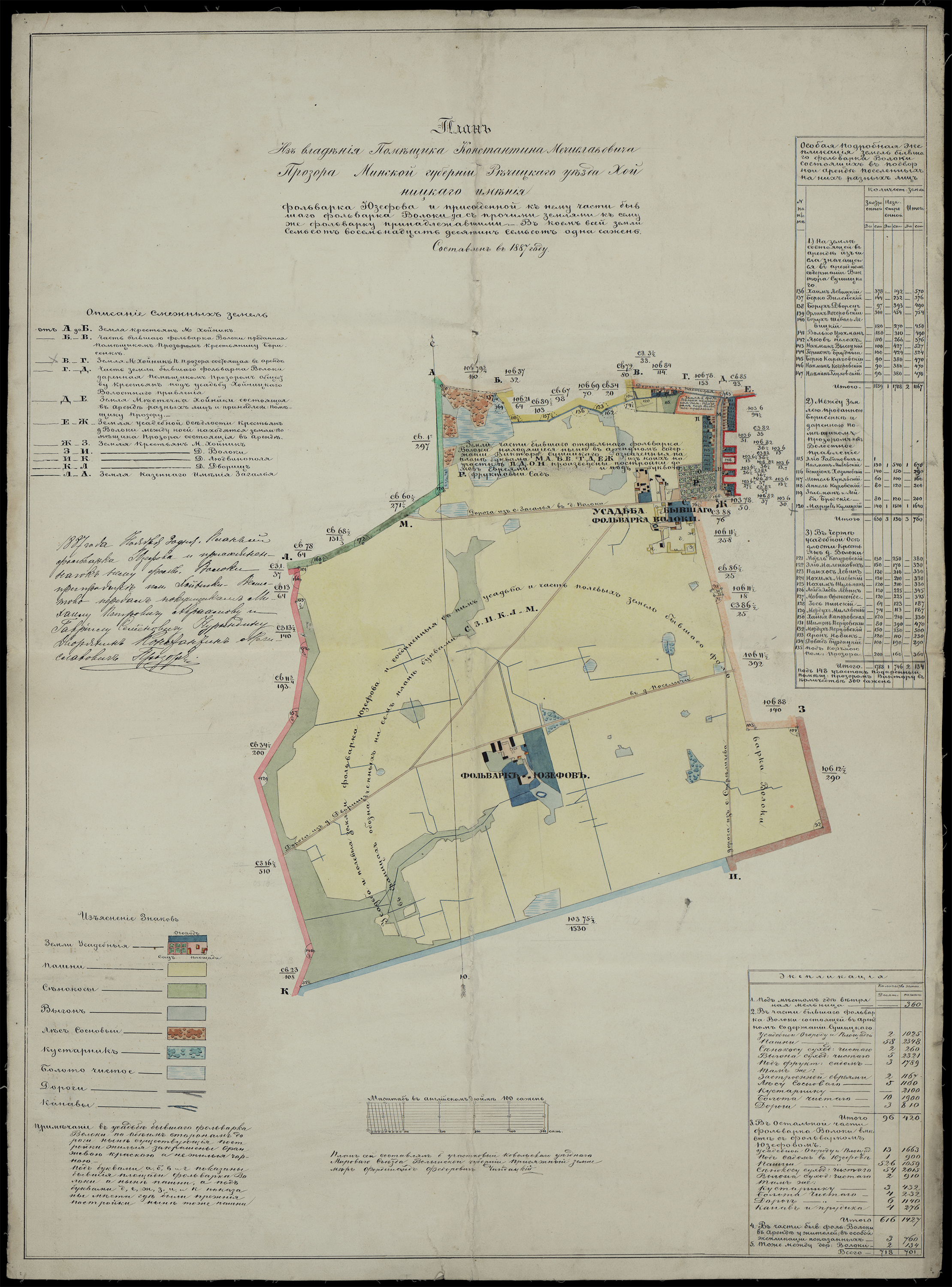
План фольварков Езапов и Волоки. 1887 год.

Согласно инвентарю Хойникского имения 1844 года, принадлежащего Речицкому подкомораму Владиславу, сыну короля, Прозору, одним из семи его фольварков был Волокский. В составе последнего — деревни Волоки, Людвинополь, Горошков, местечко Хойники. В «Списках населенных мест Минской губернии по въездам, приходам, еврейским обществам со сведениями об их расположении и народонаселении [Дело]: 1857 г.» засвидетельствовано, что 236 жителей обоих полов из деревни Волоки были прихожанами Хойникской Свято-Покровской церкви, 78 волоцких мужчин и 80 женщин, живших в фольварке и в деревне, являлись прихожанами Остроглядовского костёла Успения Пресвятой Девы Марии.

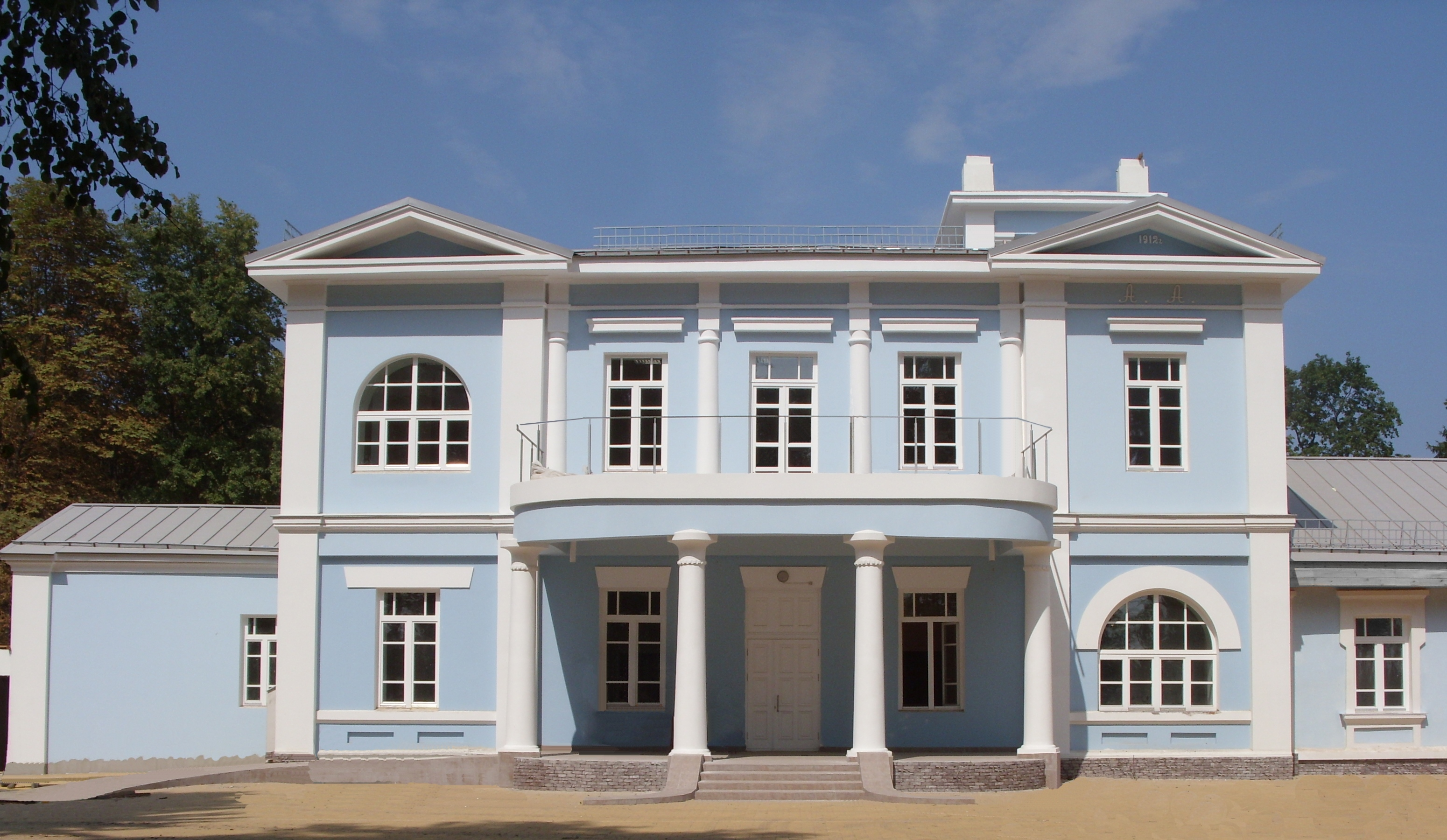
Усадебный дом А. Авраамова на месте фольварка Волоки. Современная улица Карла Маркса, 19.

В начале 1870 года в волоках было 218 крестьян-собственников, приписанных к Волокскому сельскому обществу, к которому принадлежал ещё и Людвинополь со своими 58 собственниками. На 1879 год деревня вместе с другими 9 поселениями принадлежала к приходу Хойникской Покровской церкви.

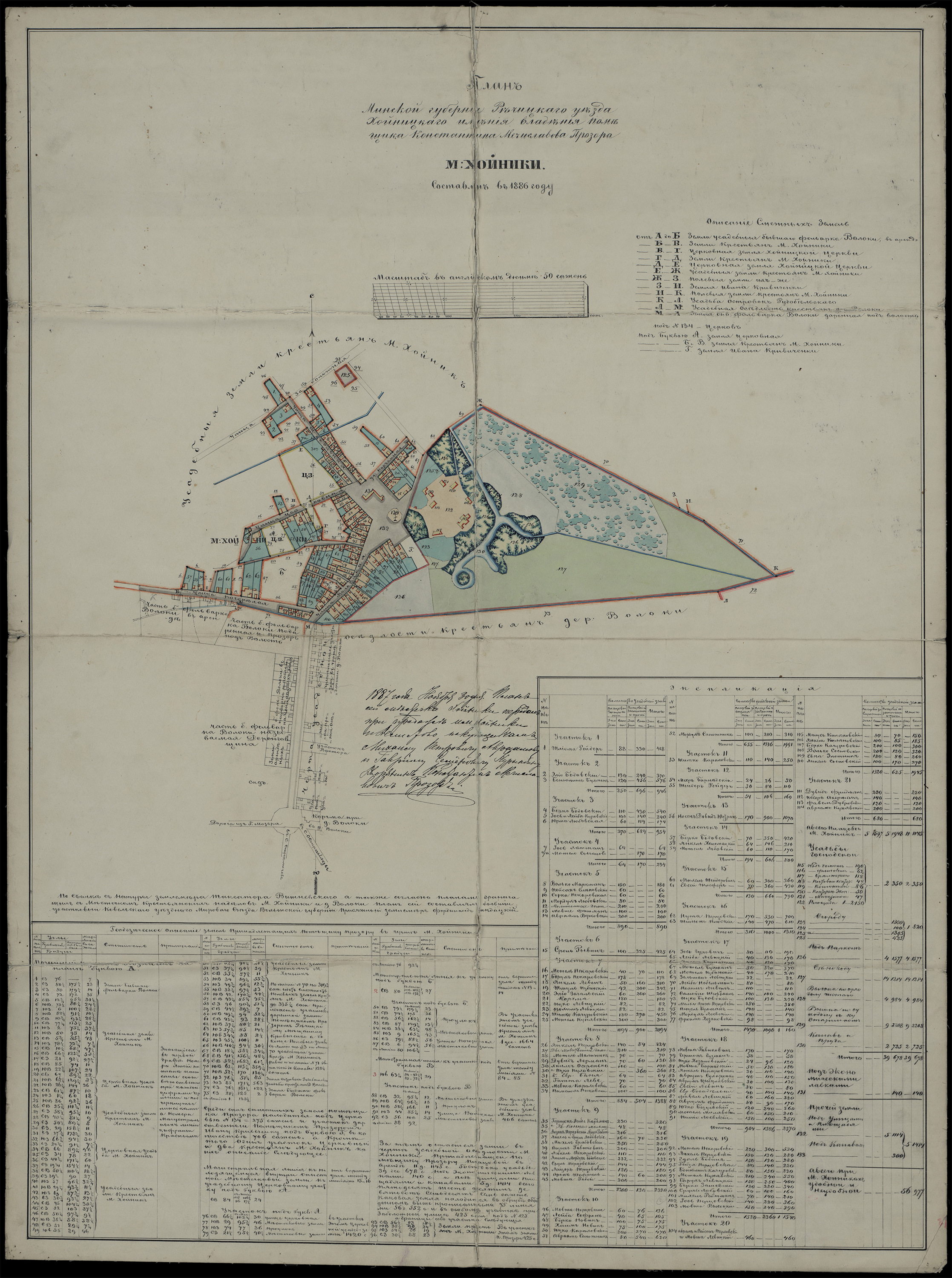
Местечко Хойники на плане 1886 г.

Согласно плану 1886 года, в местечке Хойниках существовала Волокская улица, которая вела к фольварку и деревне Волоки. 2 ноября 1887 года правнук обозного Константин, сын Мечислава, Прозор продал обремененное долгами имение Хойники российским купцам из Орловской губернии, карачевскому Михаилу Петровичу Авраамову и Трубчевскому Гавриилу Семеновичу Куриндину за 580 000 рублей серебром.
На 1909 год в деревне Волоки 136 дворов, 749 жителей, в двух одноимённых усадьбах соответственно 1 двор, 35 жителей и 1 двор, 14 жителей. В 1912 году Андрей Михайлович Авраамов завершил возведение каменного дворца «u wjazdu do Chojnik», как определил его местонахождение Анджей Рославровский, внук Александра Аскерко, которому из-за дождя осенью 1915 года, не доехав до Рудакова, пришлось здесь заночевать. А это — как раз на месте первой из названных усадеб либо собственно бывшего фольварка Волоки.

### Новейшее время

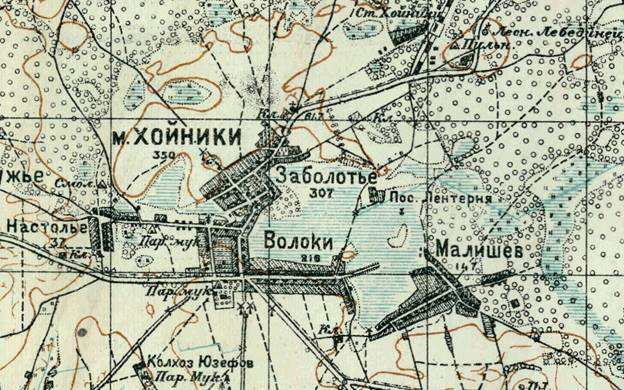
Деревня Волоки на карте, составленной в 1924—1926 гг.

9 февраля 1918 года, ещё до подписания Брестского мира с большевистской Россией (3 марта), Германия передала южную часть Беларуси Украинской Народной Республике. В ответ на это, 9 марта Второй Уставной грамотой территория провозглашена была частью Белорусской Народной Республики. Волоки и Хойники, однако, оказались в составе временно созданной 15 июня Полесской губернии с центром в Речице, с октября — в Мозыре. С 18 мая здесь действовала «стража Украинского государства» гетмана Павла Скоропадского.
1 января 1919 года, согласно постановлению I съезда КП(б) Беларуси, Хойники вошли в состав Социалистической Советской Республики Беларусь, 16 января — в составе РСФСР.
8 декабря 1926 года Волоки с Хойниками вернули БССР. Тогда же деревня стала центром сельсовета в составе Хойникского района Речицкого округа. С 9 июня 1927 года волоки в составе Гомельского округа. 30 декабря 1927 года сельсовет укрупнен, в его состав вошла территория упразднённого Малишевского сельсовета. 26 июля 1930 года окружное разделение было упразднено. С 20 февраля 1938 года Волоки с Хойникским районом оказались в пределах Полесской области с центром в Мозыре, с 8 января 1954 года — в Гомельской области.
16 апреля 1959 года Волокский сельсовет упразднен, территория передана в административное подчинение Хойникского поселкового Совета.
В 1972 году деревня Волоки присоединена к городу Хойники и названа улицей имени Котовского.